# アピオース
アピオース (apiose) は、分枝糖（炭素骨格が枝分かれした糖）の一種。光学活性物質であり、天然に多く存在するエナンチオマーは D-アピオースである。植物の細胞壁では普遍的に含まれているラムノガラクツロナンII (rhamnogalacturonan II, RG-II) の構成要素であり、ホウ素と強く結合することが知られている。
1901年にフォンゲリヒテン (E. Vongerichten) によって、パセリに含まれるフラボノイド配糖体であるアピインを構成する糖として単離された。ポセドニア属の水草 (Posidonia australis) やパラゴムノキ (Hevea brasiliensis) が持つ配糖体にも見られる。
アピオースの他に知られている分枝糖は、ストレプトマイシンを構成するストレプトースやマンサク属から発見されたハマメロースなど非常に少なく、機能も不明なものが多い。